# Menhir von Eilsleben
Der Menhir von Eilsleben, auch Langer Stein oder Irminsäule genannt, ist ein Menhir bei Eilsleben im sachsen-anhaltischen Landkreis Börde.

## Lage und Beschreibung
Der Lange Stein befindet sich 150 m südöstlich des Ortsausgangs von Eilsleben an der Straße nach Siegersleben. Er stand ursprünglich 150 m weiter feldeinwärts auf dem Kalkberg an einer ehemaligen Wegkreuzung.
Der Menhir besteht aus feinkörnigem Sandstein und hat durch Verwitterung eine grauschwarze Färbung. Seine Gesamthöhe beträgt 240 cm, davon ragen 170 cm aus dem Erdboden. Die Breite beträgt 50 cm und die Tiefe 40 cm. Der Stein hat in etwa die Form einer Säule, verjüngt sich nach oben leicht und hat eine abgeflachte Rückseite. Seine Oberfläche ist durchgehend mit Pickungen bearbeitet. Er weist außerdem auf der Vorderseite zwei Mulden und im linken oberen Bereich eine Rille auf. Verschiedene Buchstabenritzungen sind neuzeitlichen Datums.

## Der Lange Stein in regionalen Sagen
Um den Langen Stein ranken sich verschiedene Versionen einer Sage, wonach hier in einer Schlacht 500 Bürger bzw. Jäger aus Goslar bzw. Magdeburg bzw. Hildesheim getötet wurden. Allerdings hat es an dieser Stelle in historischer Zeit niemals größere Kampfhandlungen gegeben.